# Andrij Sokolowskyj
Andrij Sokolowskyj (ukrainisch Андрій Соколовський, engl. Transkription Andriy Sokolovskyy, auch Andriy Sokolovskiy; * 16. Juli 1978 in Moskau) ist ein ukrainischer Hochspringer.
1999 wurde er bei den Hallenweltmeisterschaften in Maebashi Sechster, schied aber bei den Weltmeisterschaften in Sevilla ebenso in der Qualifikation aus wie bei den Olympischen Spielen 2000 in Sydney.
Einer Silbermedaille bei den Hallenweltmeisterschaften 2001 in Lissabon folgte im selben Jahr erneut das Aus in der Qualifikation bei den Weltmeisterschaften in Edmonton. 2003 wurde er sowohl Achter bei den Hallenweltmeisterschaften in Birmingham als auch bei den Weltmeisterschaften in Paris/Saint-Denis. 
Bei den Olympischen Spielen 2004 in Athen wurde er Fünfter. Im Jahr darauf erzielte er am 8. Juli in Rom mit 2,38 m seinen persönlichen Rekord und gleichzeitig die Weltjahresbestleistung, kam aber bei den Weltmeisterschaften 2005 in Helsinki nur auf den 13. Platz. 2006 folgte seiner Hallenbestleistung von 2,36 m, aufgestellt am 14. Februar in Banská Bystrica, ein sechster Platz bei den Hallenweltmeisterschaften in Moskau. Bei den Leichtathletik-Europameisterschaften 2006 in Göteborg scheiterte er in der Qualifikation.